# Gran Premi de Bahrain del 2023
El Gran Premi de Bahrain de Fórmula 1, cursa d'obertura de la temporada 2023, és disputat al Circuit de Sakhir, a Sakhir entre els dies 3 al 5 de març de 2023.

## Qualificació
La qualificació fou realitzat el dia 4 de març.
| Pos.                | Nº | Pilot            | Equip/Motor           | Part 1   | Part 2   | Part 3   | Graella |
| ------------------- | -- | ---------------- | --------------------- | -------- | -------- | -------- | ------- |
| 1                   | 1  | Max Verstappen   | Red Bull-RBPT         | 1:31.295 | 1:30.503 | 1:29.708 | 1       |
| 2                   | 11 | Sergio Pérez     | Red Bull-RBPT         | 1:31.479 | 1:30.746 | 1:29.846 | 2       |
| 3                   | 16 | Charles Leclerc  | Ferrari               | 1:31.094 | 1:30.282 | 1:30.000 | 3       |
| 4                   | 55 | Carlos Sainz Jr. | Ferrari               | 1:31.158 | 1:30.515 | 1:30.154 | 4       |
| 5                   | 14 | Fernando Alonso  | Aston Martin-Mercedes | 1:31.158 | 1:30.645 | 1:30.336 | 5       |
| 6                   | 63 | George Russell   | Mercedes              | 1:31.543 | 1:30.507 | 1:30.340 | 6       |
| 7                   | 44 | Lewis Hamilton   | Mercedes              | 1:31.543 | 1:30.513 | 1:30.384 | 7       |
| 8                   | 18 | Lance Stroll     | Aston Martin-Mercedes | 1:31.184 | 1:31.127 | 1:30.836 | 8       |
| 9                   | 31 | Esteban Ocon     | Alpine-Renault        | 1:31.508 | 1:30.914 | 1:30.984 | 9       |
| 10                  | 27 | Nico Hülkenberg  | Haas-Ferrari          | 1:31.204 | 1:30.809 | S/temps  | 10      |
| 11                  | 4  | Lando Norris     | McLaren-Mercedes      | 1:31.652 | 1:31.381 |          | 11      |
| 12                  | 77 | Valtteri Bottas  | Alfa Romeo-Ferrari    | 1:31.504 | 1:31.443 |          | 12      |
| 13                  | 24 | Guanyu Zhou      | Alfa Romeo-Ferrari    | 1:31.615 | 1:31.473 |          | 13      |
| 14                  | 22 | Yuki Tsunoda     | AlphaTauri-RBPT       | 1:31.400 | 1:32.510 |          | 14      |
| 15                  | 23 | Alexander Albon  | Williams-Mercedes     | 1:31.461 | S/temps  |          | 15      |
| 16                  | 2  | Logan Sargeant   | Williams-Mercedes     | 1:31.652 |          |          | 16      |
| 17                  | 20 | Kevin Magnussen  | Haas-Ferrari          | 1:31.892 |          |          | 17      |
| 18                  | 81 | Oscar Piastri    | McLaren-Mercedes      | 1:32.101 |          |          | 18      |
| 19                  | 21 | Nyck de Vries    | AlphaTauri-RBPT       | 1:32.121 |          |          | 19      |
| 20                  | 10 | Pierre Gasly     | Alpine-Renault        | 1:32.181 |          |          | 20      |
| 107% Temps:1:37.362 |    |                  |                       |          |          |          |         |
| Font:               |    |                  |                       |          |          |          |         |

## Resultats després de la cursa
La cursa fou realitzada en el dia 5 de març.
Resultats
| Pos.                                                                        | Nº | Pilot            | Equip/Motor           | Voltes | Temps/Retirada  | Graella | Punts |
| --------------------------------------------------------------------------- | -- | ---------------- | --------------------- | ------ | --------------- | ------- | ----- |
| 1                                                                           | 1  | Max Verstappen   | Red Bull-RBPT         | 57     | 1:33:56.736     | 1       | 25    |
| 2                                                                           | 11 | Sergio Pérez     | Red Bull-RBPT         | 57     | +11.987         | 2       | 18    |
| 3                                                                           | 14 | Fernando Alonso  | Aston Martin-Mercedes | 57     | +38.637         | 5       | 15    |
| 4                                                                           | 55 | Carlos Sainz Jr. | Ferrari               | 57     | +48.052         | 4       | 12    |
| 5                                                                           | 44 | Lewis Hamilton   | Mercedes              | 57     | +50.977         | 7       | 10    |
| 6                                                                           | 18 | Lance Stroll     | Aston Martin-Mercedes | 57     | +54.502         | 8       | 8     |
| 7                                                                           | 63 | George Russell   | Mercedes              | 57     | +55.873         | 6       | 6     |
| 8                                                                           | 77 | Valtteri Bottas  | Alfa Romeo-Ferrari    | 57     | +62.647         | 12      | 4     |
| 9                                                                           | 10 | Pierre Gasly     | Alpine-Renault        | 57     | +73.753         | 20      | 2     |
| 10                                                                          | 23 | Alexander Albon  | Williams-Mercedes     | 57     | +89.774         | 15      | 1     |
| 11                                                                          | 22 | Yuki Tsunoda     | AlphaTauri-RBPT       | 56     | +90.870         | 14      |       |
| 12                                                                          | 2  | Logan Sargeant   | Williams-Mercedes     | 56     | +1 volta        | 16      |       |
| 13                                                                          | 20 | Kevin Magnussen  | Haas-Ferrari          | 56     | +1 volta        | 17      |       |
| 14                                                                          | 21 | Nyck de Vries    | AlphaTauri-RBPT       | 56     | +1 volta        | 19      |       |
| 15                                                                          | 27 | Nico Hülkenberg  | Haas-Ferrari          | 56     | +1 volta        | 10      |       |
| 16                                                                          | 24 | Guanyu Zhou      | Alfa Romeo-Ferrari    | 56     | +1 volta        | 13      | 1     |
| 17                                                                          | 4  | Lando Norris     | McLaren-Mercedes      | 55     | +2 voltes       | 11      |       |
| Ret                                                                         | 31 | Esteban Ocon     | Alpine-Renault        | 41     | Prob. tècnics   | 9       |       |
| Ret                                                                         | 16 | Charles Leclerc  | Ferrari               | 39     | Motor           | 3       |       |
| Ret                                                                         | 81 | Oscar Piastri    | McLaren-Mercedes      | 13     | Prob. elèctrics | 18      |       |
| Volta ràpida: — Guanyu Zhou (Alfa Romeo-Ferrari) – 1:33.996 (a la volta 56) |    |                  |                       |        |                 |         |       |
| Font:                                                                       |    |                  |                       |        |                 |         |       |

Notes
- ^1 – Guanyu Zhou va fer la volta ràpida, però com que no estava a la zona de puntuació, no va anotar punts.

## Classificació després de la cursa
| Pos. | Pilot            | Punts | Canvis |
| ---- | ---------------- | ----- | ------ |
| 1    | Max Verstappen   | 25    | =      |
| 2    | Sergio Pérez     | 18    | =      |
| 3    | Fernando Alonso  | 15    | =      |
| 4    | Carlos Sainz Jr. | 12    | =      |
| 5    | Lewis Hamilton   | 10    | =      |

| Pos. | Constructor           | Punts | Canvis |
| ---- | --------------------- | ----- | ------ |
| 1    | Red Bull-RBPT         | 43    | =      |
| 2    | Aston Martin-Mercedes | 23    | =      |
| 3    | Mercedes              | 16    | =      |
| 4    | Ferrari               | 12    | =      |
| 5    | Alfa Romeo-Ferrari    | 4     | =      |